# エディンバラ宣教会議

エディンバラ宣教会議

エディンバラ宣教会議（エディンバラせんきょうかいぎ、The 1910 World Missionary Conference,the Edinburgh Missionary Conference）は、1910年6月14日から23日にかけて開催されたエキュメニカル運動の出発点になったキリスト教の宣教会議。古い訳では万国基督教宣教師大会。日本の東京女子大学の設立はこの会議の決議による。

## 歴史
この大会はアメリカとイギリスを中心に、1300人を超す代表が集まり、今後の世界宣教について協議した。取り上げられた主題は、異教世界への福音、宣教地の教会形成、宣教師の養成、宣教の協力と一致であった。日本からは宣教師のウィリアム・インブリーと、本多庸一（日本メソジスト教会監督）、井深梶之助（明治学院院長）、原田助（同志社社長）、J.D.デイヴィスなどが出席した。
この会議の結果として、継続委員会が誕生し、この協議内容を継続して協議して実行した。大会の議長として活躍したのは、J・R・モットである。
この会議からエキュメニカル派（リベラル派）と福音派（聖書信仰）の分極化が生じたとされる。
1921年に国際宣教協議会(ICM)、1948年に世界教会協議会(WCC)が設立され世界宣教を集約、強化することになったと言われる。2010年にエディンバラ宣教会議から100周年を記念して、日本の東京で世界宣教東京大会が開催された。

## 福音派の見解
世界教会協議会（WCC）をリベラルが支配したため、福音派はコミットできなくなったと言われている。エディンバラ宣教会議の組織的な継承者はエキュメニカル派のWCCだが、宣教スピリットの継承者は福音派のローザンヌ世界宣教会議である。WCCのエキュメニカル運動が、教理を度外視して教派の数を減らし、無くして行き、段階的に教会の合同、統合を進め、ついには巨大な世界教会の建設を目指しているのに対し、福音派は新生したクリスチャンの間にすでに与えられている一致と、正統的な教理に注目している。またホーリネス系福音派の上中栄は、「教派性を規定するのは職制や信仰告白」であるので、教派を否定するなら、教会は教会でなくなるとしている。

## テーマ
1. 異教世界への福音
2. 宣教地の教会形成
3. 宣教と教育
4. 宣教と他宗教との関係
5. 宣教師の養成
6. 宣教の基盤としての教会
7. 宣教と政治との関係
8. 宣教の協力と一致

「継続委員会の設置」、「キリスト教協議会の発足」、「国際宣教協議会の設置」を決議。